# 東椎屋の滝
東椎屋の滝（ひがししいやのたき）は、大分県宇佐市安心院町にある滝。日本の滝百選に選ばれている。
断崖を垂直に流れ落ちる落差85mの端麗な滝で、昔から観音信仰の霊場にもなっている。滝壷は広く、そこから続く渓谷も美しい。「九州華厳」の別名を持ち、西椎屋の滝、福貴野の滝とともに「宇佐の三滝」と言われる。